# Sal d'all
La sal d'all és una sal condimentada usada com a condiment. Consisteix en una mescla d'all sec molt i sal de taula amb un humectant (per exemple, silicat dicàlcic). En una forma més bàsica es prepara combinant 3 parts de sal i 1 d'all en pols.
S'utilitza com a substitut de l'all fresc, per exemple en hamburguesa o xili amb carn.
No s'ha de confondre amb l'all picat, granulat o en pols, que consisteix només en all sec molt i també es ven com a espècia.